# Chlorissa afflictaria
Chlorissa afflictaria är en fjärilsart som beskrevs av Swinhoe 1904. Chlorissa afflictaria ingår i släktet Chlorissa och familjen mätare. Inga underarter finns listade i Catalogue of Life.